# Pedro Martins (Badminton)
Pedro Miguel Assunção Martins (* 14. Februar 1990 in Parchal, Kreis Lagoa) ist ein portugiesischer Badmintonspieler.

## Karriere
Pedro Martins wurde 2009 erstmals portugiesischer Meister im Herreneinzel. 2010 siegte er in dieser Disziplin sowohl bei den Santo Domingo Open als auch bei den Morroco International.

## Sportliche Erfolge
| Saison | Veranstaltung                   | Disziplin    | Platz | Name                                 |
| ------ | ------------------------------- | ------------ | ----- | ------------------------------------ |
| 2009   | Portugal: Einzelmeisterschaften | Herreneinzel | 1     | Pedro Martins                        |
| 2010   | Morroco International           | Herreneinzel | 1     | Pedro Martins                        |
| 2010   | Santo Domingo Open              | Herreneinzel | 1     | Pedro Martins                        |
| 2012   | Portugal: Einzelmeisterschaften | Herreneinzel | 1     | Pedro Martins                        |
| 2012   | Portugal: Einzelmeisterschaften | Mixed        | 1     | Pedro Martins / Ana Luisa Flôr Moura |
| 2013   | Portugal: Einzelmeisterschaften | Herreneinzel | 1     | Pedro Martins                        |
| 2013   | Portugal: Einzelmeisterschaften | Mixed        | 1     | Pedro Martins / Ana Luisa Flôr Moura |
| 2014   | Portugal: Einzelmeisterschaften | Herreneinzel | 1     | Pedro Martins                        |